# Efialtes de Atenas
Efialtes (en griego antiguo: Ἐφιάλτης; ¿?-461 a. C.), fue un antiguo político ateniense del siglo V a. C., que  se convirtió en el jefe del partido democrático de Atenas, a partir de 465 a. C., y que se opuso al aristócrata Cimón, cabeza del partido aristocrático. Junto con Pericles, emprendió una serie de reformas políticas y sociales. 
Efialtes es considerado por muchos historiadores modernos, como el político que marcó el inicio de la "democracia radical", por la que Atenas sería famosa en adelante. Efialtes, sin embargo, no viviría durante mucho tiempo para participar de esta nueva forma de gobierno. En 461 a. C., fue asesinado a instigación de oligarcas resentidos, y el mando político de Atenas pasó a su adjunto: Pericles. 

## Primeras acciones
Efialtes aparece en la historia primero como estratego al mando de una flota ateniense en el mar Egeo, en 465 a. C. Sostenía que Esparta rivalizaba con Atenas por la hegemonía, y dirigió en vano la campaña contra el envío de refuerzos a los espartanos durante la rebelión de los hilotas (462 a. C.). Antes, en agosto del 463 a. C., de rechazo a la petición de ayuda militar de Esparta para acabar con  una revuelta de los hilotas. Cimón, el político ateniense más destacado de la época, era pro-espartano y abogó por enviar ayuda argumentando que Grecia no debía permitirse cojear, ni Atenas verse privada de su compañera de yunta. Efialtes, mientras tanto, argumentó que Esparta y Atenas eran enemigas por naturaleza, y que Atenas debía alegrarse de la desgracia de Esparta mejor que ayudarla a recuperarse. Cimón, sin embargo, venció en el debate, y fue enviado a Esparta con 4.000 hoplitas.

## Ataque al Areópago
En 462 a. C., Efialtes y sus aliados políticos empezaron a atacar al Areópago, un consejo compuesto de antiguos arcontes que era una fuerza tradicionalmente conservadora. Según Aristóteles y algunos historiadores modernos, Atenas había sido gobernada, desde aproximadamente el 478 a. C., bajo una informal «Constitución Areopagita», bajo el liderazgo de Cimón. Las atribuciones del Areópago no estaban muy definidas. En la época de las guerras médicas alcanzó un prestigio considerable y un influyente papel político. El Areópago era el bastión tradicional del conservadurismo y el principal apoyo de Cimón y del partido aristocrático.
Efialtes empezó su campaña contra este cuerpo enjuiciando a ciertos miembros por mala administración.  Habiendo quitado fuerza al prestigio del consejo, Efialtes persuadió a la Asamblea para reformar el Areópago, limitó su poder y le dejó únicamente jurisdicción para los casos de homicidio y crímenes religiosos; y la administración de las propiedades sagradas. Efialtes propuso a la Ecclesia, o la asamblea popular, una serie radical de las reformas que dividió los poderes, tradicionalmente ejercidos por el Areópago, entre el consejo democrático de la Boulé, la propia ecclesia, y los tribunales populares. 
Algunos historiadores han argumentado que Cimon y sus hoplitas estaban todavía en el Peloponeso en la época de esta propuesta, mientras que otros han argumentado que la propuesta fue después de su regreso. Aquellos que sitúan las propuestas durante la ausencia de Cimón, sugieren que intentaron derrocarle a su regreso, mientras que aquellos que creen que estaba presente durante las propuestas, creen que se opuso a ellas en el debate inicial. Todos están de acuerdo en que su resistencia fue condenada al fracaso, debido al hecho de que su ejército de hoplitas fue despedido por los espartanos groseramente, acción que demolió el prestigio político de Cimón y de otros atenienses pro-espartanos.

## Muerte y legado
El éxito de las reformas de Efialtes fue seguido por el ostracismo de Cimón, que dejó a Efialtes y su facción el control del estado, aunque la democracia ateniense bien establecida de los años posteriores no se había asentado aún completamente; las reformas de Efialtes ' parecen haber sido solamente el primer paso del programa del partido democrático.  Efialtes, sin embargo, no viviría para ver el desarrollo adicional de esta nueva forma de gobierno. En el 461 a. C., fue asesinado por un tal Aristódico de Tanagra, como parte de un complot oligárquico. Pericles, su aliado político se encargaría de terminar la transformación gubernamental y dirigir a Atenas durante varias décadas.
La tragedia Las Euménides, de Esquilo, testimonia en cierta medida las ideas y sentimientos despertados en el pueblo ateniense por estas nuevas medidas.